# Георги Драгоев
 Тази статия е за политика.  За журналиста вижте Георги Драгоев (журналист).  
Георги Иванов Драгоев е български политик, кмет на Русе (8 март 1988 – 2 октомври 1990).

## Биография
Роден е на 28 декември 1944 г. в Русе. След гимназията завършва Висшия институт по машиностроене, механизация и електрификация на селското стопанство (ВИММЕСС). След това работи десетина години в завод „Н. Киров“ - Русе като конструктор и началник-отдел. От 1975 г. преминава на организационна работа като първи секретар на Окръжния комитет на ДКМС, инструктор и завеждащ отдел в Окръжния комитет на БКП в Русе.
На 8 март 1988 г. е избран за Председател на ГНС. Неговия мандат е кратък, но наситен с дълбоки промени. Това е времето на действие на Указ 56 за стопанската инициатива. Съгласно него общинските предприятия се преустройват в общински фирми. Наред с икономическите промени настъпва и политическо разведряване. Засилват се критиките към системата на управление. За Русе тя е свързана с бездействието на централната власт срещу хлорните обгазявания на града от румънския завод Верахим. Създава се т. нар. Комитет за екологична защита на Русе, който става основа на сдружението „Екогласност“, който от своя страна след 10 ноември 1989 г., заедно с други организации е създаден опозиционният Съюз на демократичните сили (СДС). Наред с водените преговори за спиране на завода общината взема мерки за ограничаване на местните замърсители. Със съдействието на централните ведомства се ускорява работата по реконструкцията на котлите и преминаването им на природен газ на ТЕЦ Русе Изток, топлофициране и газифициране на града, изнасяне на леярната на МЗ „Г. Димитров“, производства от НПЗ „Леон Таджер“, изграждане на тролейбусен транспорт и т.н.
Наред с интензивното строителство на тролейбусната мрежа продължават строителството, макар и с по-бавни темпове на хирургическия комплекс, спортната зала, реконструкцията на театъра. Завършено е строителството на надлеза при ЛВЗ, Стоматологичната поликлиника, училище „Н. Обретенов“.
След изтичане мандата на общинските съвети, до приемането на промените в Закона за местното самоуправление Министерския съвет назначава временни управи на общините. След това е безработен известно време, после работи в някои фирми. По-късно е избран за общински съветник и близо две години е председател на Общинския съвет в Русе (2002-2003). След това продължава да работи като директор на фирма „Наука Инвест“ ЕООД.
Умира на 11 януари 2013 г.